# 香港寵物節
香港寵物節，是香港的重要展覽會之一，每年於香港會議展覽中心舉辦。

## 2013年
2013年香港寵物節於同年2月1日至3日舉行，該屆設有過百個攤位，除了傳統的寵物食品及用品品牌展覽外，亦有鰲蝦、烏龜及鸚鵡等特色寵物展示。

## 2021年
2021年香港寵物節發生狗咬死貓事件，一隻柴犬咬斃一隻幼貓，引起廣泛關注，有網民聲稱在多區放置毒藥毒害狗隻，其後被拘捕。

## 外部連結
- 香港寵物節官方網頁 （页面存档备份，存于）
- 香港寵物節官方Facebook （页面存档备份，存于）